# Sprechplatte
Als Sprechplatten, kurz für Sprech-Schallplatten, werden ursprünglich Schellack- oder Vinyl-Schallplatten – seltener inzwischen auch Audio-CDs – bezeichnet, die in der Hauptsache Wortbeiträge gleich welcher Art enthalten.

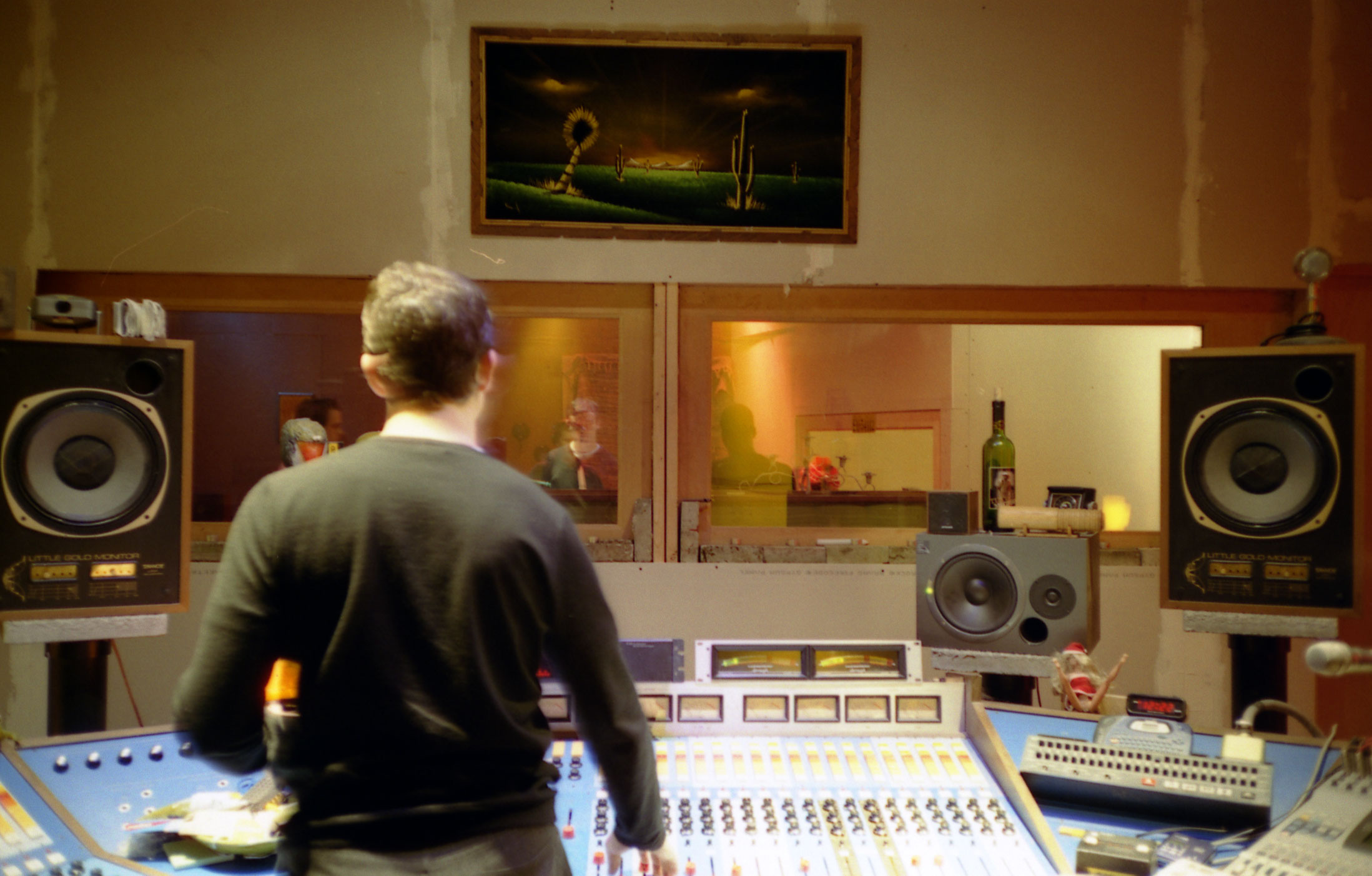
Sprachaufnahmen für literarische Sprechplatten

## Geschichte
Zeitweise mehr als Worttonträger für Blinde genutzt, ist die literarische Sprechplatte ein Vorläufer des heutigen Hörbuchs. Die Erfindung der Langspielplatte bedeutete für die literarische Sprechplatte einen gewaltigen Fortschritt, da man durch sie in die Lage versetzt war auch längere literarische Texte, wie eine Schallplattenfassung von Faust I in der Inszenierung von Gustaf Gründgens, die 1954 für die herausgebende Deutsche Grammophon-Gesellschaft überraschend zum Verkaufsschlager wurde, bequem auf wenigen Plattenseiten herauszubringen. Zuvor war für die kommerziell hergestellte Sprechplatte eine Beschränkung auf Rezitationen einzelner Gedichte, Monologe oder Szenen im Wesentlichen zum Zweck der Dokumentierung herausragender Sprechstimmen des Theaters, wie beispielsweise Alexander Moissi, Josef Kainz oder Albert Bassermann, üblich gewesen. Im Gegensatz hierzu wurden für die Blindenbücherei bereits vor der Entwicklung der LP mit weniger bekannten Interpreten auch längere Texte bis zur Romanlesung auf über 40 Schellack-Platten produziert. Herausragende Interpreten der langspielenden literarischen Sprechplatte waren später Schauspieler wie Gert Westphal, Mathias Wieman, Will Quadflieg, Oskar Werner, Helmut Qualtinger oder Klaus Kinski, aber auch Schriftsteller wie Thomas Mann, Carl Zuckmayer, Erich Kästner, Eugen Roth, Siegfried Lenz oder Günter Grass erwiesen sich auf Sprechplatten als hervorragende Sprecher ihrer eigenen Werke.

### Reihen literarischer Sprechplatten
Die ersten eigenständigen Reihen literarischer Sprechplatten, die sich seit den 50er Jahren etablieren konnten, waren das auf Ernst Ginsberg zurückgehende bis heute fortgesetzte „Literarische Archiv“ bei Deutsche Grammophon, die Stimmen der Dichter der Herderschen Verlagsbuchhandlung, Telefunkens „Wort und Stimme“, Cotta’s Hörbühne und die Marke „Lebendiges Wort“ der österreichischen Plattenfirma Preiser Records.
Erscheinende Wortproduktionen sind zu einem großen Teil Eigenproduktionen der Plattenfirmen, aber auch viele zunächst als Hörfunksendung produzierte Lesungen oder Hörspiele erfahren auf Sprechplatten eine Zweitverwertung. Seltener geben auch Buchverlage als Ergänzung ihres gedruckten Programms Sprechplatten (in erster Linie mit Autorenstimmen) heraus, zum Teil als kostenlose Werbeartikel.

### Weitere Genres
Wichtige Genres neben der literarischen Sprechplatte sind Märchenschallplatten und dokumentarische Sprechplatten mit Sprachaufnahmen aus Politik und Zeitgeschichte. Häufig nachgefragt wurden Märchen- und Hörspielplatten für Kinder, aber auch Kabarett- und Witzeplatten, beispielsweise von Heinz Erhardt, Jürgen von Manger oder Otto Waalkes, die für ihre Sprechplatten wiederholt Goldene Schallplatten erhielten.
Auch Lebenshilfe (z. B. auf dem Seelephonie-Label Oscar Schellbachs), Gesundheitsinformation und -ratgeber (z. B. Distar) und Sprachkurse waren Gattungen der Sprechplatte von jeher.

### Ende der Sprechplatte
Anders als im Bereich der Musiktonträger wurde die Vinyl-Schallplattenproduktion im Wortbereich, die bereits seit der Einführung der Compact Cassette merklich zurückgefahren worden war, nach der Einführung der Audio-CD zunächst komplett eingestellt.

### Wiederaufkommen der Sprechplatte für Jubiläums- und Sonderveröffentlichungen
Jahre später (erstmals 2001) erscheinen allmählich wieder Sonderveröffentlichungen (Beispiele sind Jubiläumsfolgen der Hörspielreihen John Sinclair und Die drei Fragezeichen) in regelmäßigen Abständen auf dem Markt. Auch gibt es Wiederveröffentlichungen aus dem Märchenplattenbereich auf CDs in Vinyl-Optik. Mit der Veröffentlichung von Der Hobbit. Das Hörspiel durch den hörverlag auf sieben Langspielplatten im Jahr 2013 erschien schließlich erstmals auch eine klassische Hörbuchbox aus einem Hörbuchverlag als Vinyl-Edition. Exklusiv auf Sprechplatten erschien im Jahr darauf eine Komplettlesung mit Musik des Kleinen Prinzen aus Archivaufnahmen einer Lesung des zu diesem Zeitpunkt bereits verstorbenen Ulrich Mühe und von seiner Tochter Anna Maria Mühe neu eingesprochenen Teilen.
Ende 2016 kündigte BMG an, sämtliche künftige Folgen der Drei ??? nach über 35 Jahren wieder regulär auf Vinyl erscheinen zu lassen. Auch die Reihe Howard Phillips Lovecraft – Chroniken des Grauens wurde 2020 neben CD und Download auch regulär als Doppel-LP-Ausgaben herausgegeben.